# Дубовик (Дечани)
Дубовик (серб. Дубовик, Dubovik; алб. Dubovik) — село в общине Дечани в исторической области Метохия. С 2008 года находится под контролем частично признанной Республики Косово.

## Административная принадлежность
| Сербская позиция                                                                 | Албанская позиция                                            |
| -------------------------------------------------------------------------------- | ------------------------------------------------------------ |
| входит в общину Дечани Печского округа автономного края Косово и Метохия, Сербия | входит в общину Дечани Джяковицкого округа Республики Косово |

## Население
Согласно переписи населения 1981 года в селе проживало 932 человека: 889 албанцев, 36 черногорцев и 7 мусульман.
Согласно переписи населения 2011 года в селе проживало 1060 человек: 540 мужчин и 520 женщин; 1020 албанцев, 29 «балканских египтян» (цыгане), 10 босняков и 1 лицо неизвестной национальности.
| Численность населения | Численность населения | Численность населения | Численность населения | Численность населения | Численность населения | Численность населения |
| 1948                  | 1953                  | 1961                  | 1971                  | 1981                  | 1991                  | 2011                  |
| --------------------- | --------------------- | --------------------- | --------------------- | --------------------- | --------------------- | --------------------- |
| 487                   | 479                   | 570                   | 728                   | 932                   | 1089                  | 1060                  |

## Достопримечательности
На территории села находится башня Юсуфа и Бардоша Гервала.